# 謝波迪
謝波迪（英語：Shepody）是一個位於加拿大新不倫瑞克省東南部的小型社區，鄰近謝波迪灣和新不倫瑞克省道114號（New Brunswick Route 114），人口約20人。1701年，皮埃爾·蒂博德歐（Pierre Thibaudeau）和他的家人從牙買加羅亞爾港移居到此，他們亦曾在謝波迪和佩蒂特科迪亞克河岸（Petitcodiac River）建立阿加底亞人（Acadian）聚居地。